# Andy Husted
Andy Husted (...) è un chitarrista statunitense, ex membro della band pop punk MxPx.
Husted è stato, insieme a Mike Herrera e Yuri Ruley, uno dei tre fondatori del gruppo. Lasciò la band per continuare il college nel 1995, e fu sostituito dall'attuale chitarrista Tom Wisniewski; in ogni caso, Husted accompagna ancora oggi gli MxPx nei tour, svolgendo il ruolo di tecnico dell'audio.
È sposato e ha due figli. Vive con la sua famiglia a Bremerton.

## Discografia

### Album in studio
- 1994 - Pokinatcha

### DVD
- 2004 - B-Movie